# 고호쿠 뉴타운

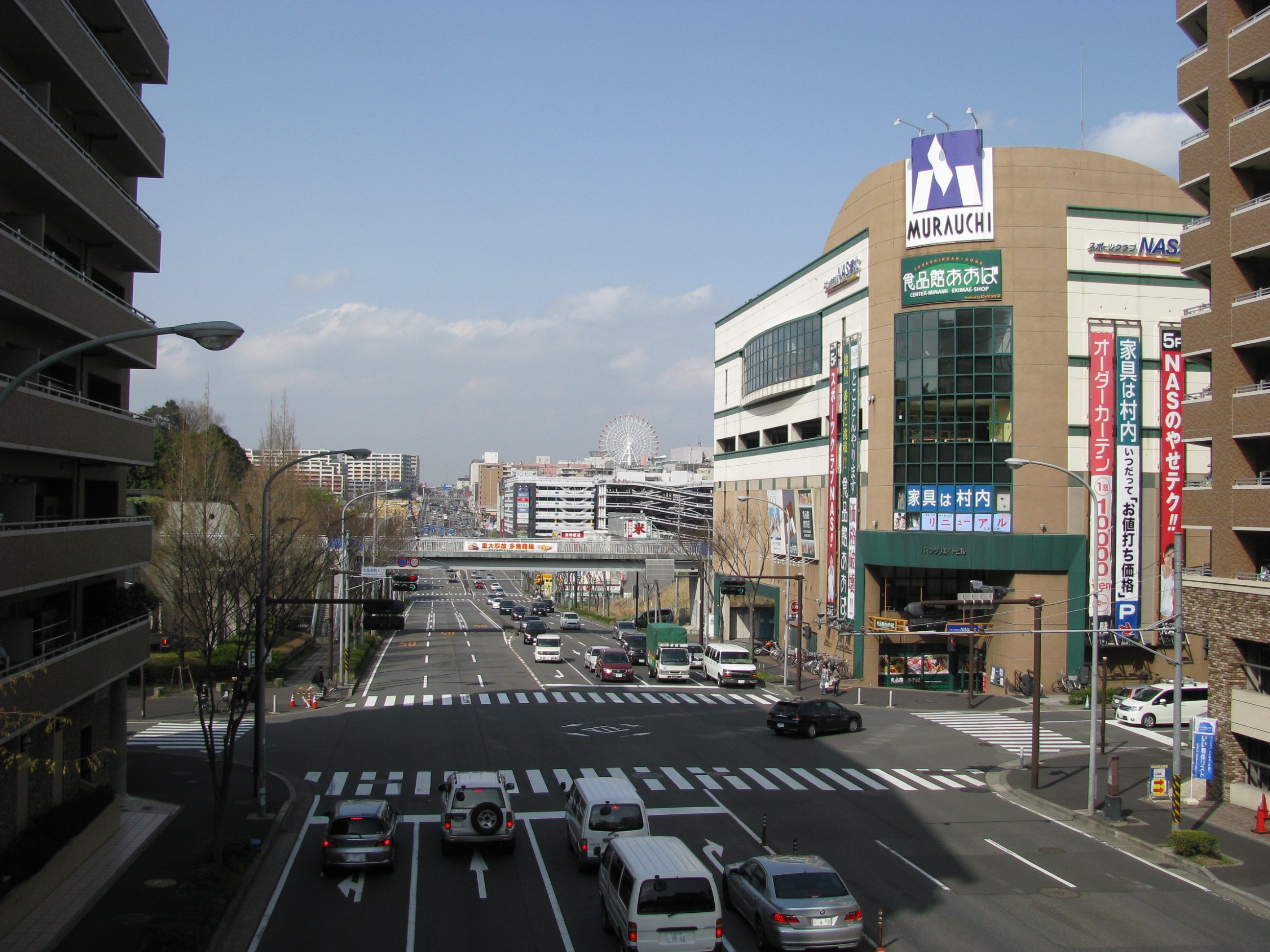
고호쿠 뉴타운의 센터 지구 (2010년 4월 10일 촬영됨)

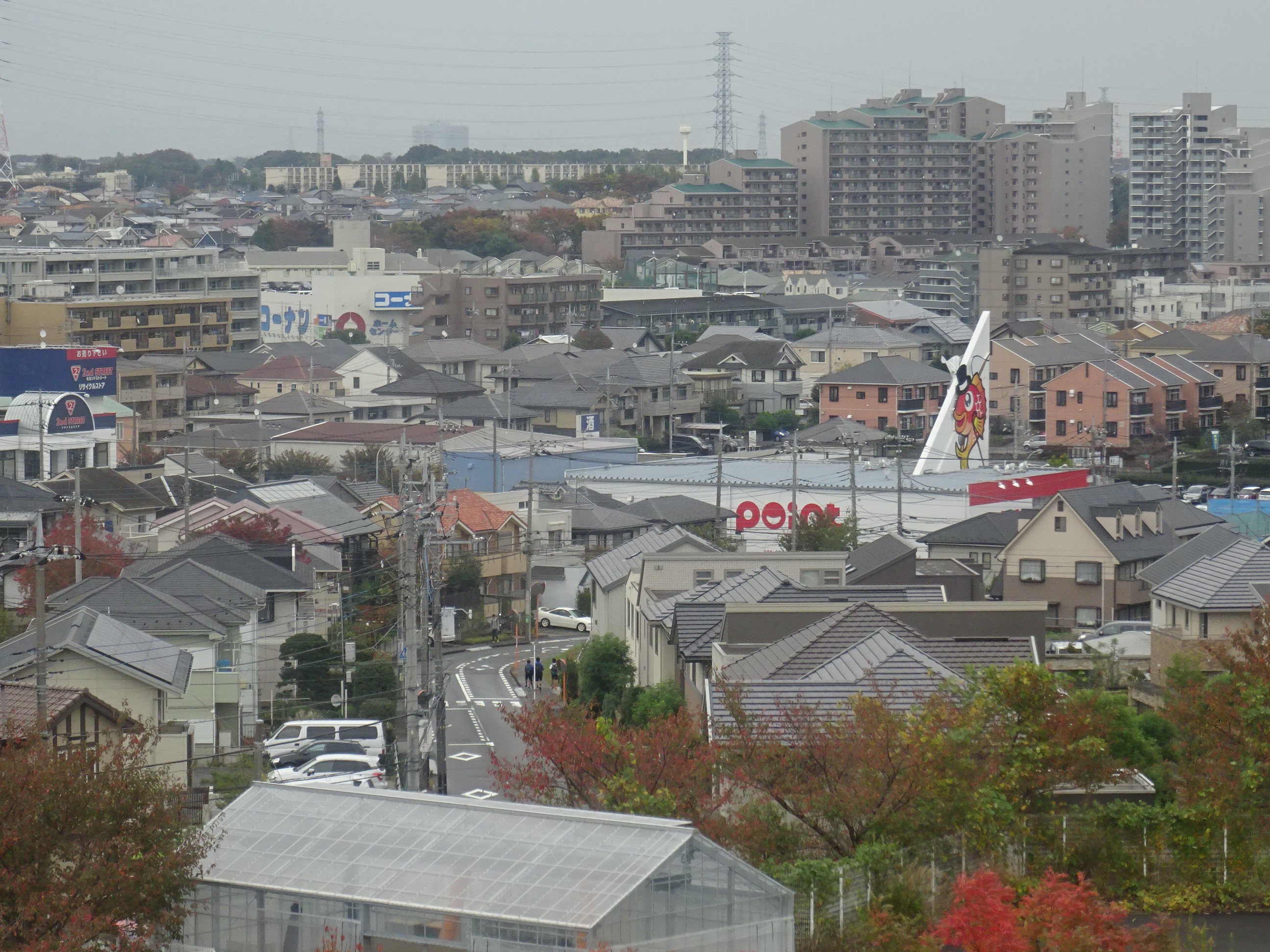
고호쿠 뉴타운의 주거 시설 일대 (2015년 11월 10일 촬영됨)

고호쿠 뉴타운(일본어: 港北ニュータウン)은 일본 가나가와현 요코하마시 쓰즈키구 지가사키 일대에 놓인 신도시이자 뉴타운이다. 그러나 고호쿠(港北)의 명칭은 통상적으로 고호쿠구와 미도리구를 사이에 둔 지역에 속하게 되기 때문에, 행정구가 재편된 과정상 쓰즈키구의 중심이 되는 장소로 자리매김된다.
그리고 고호쿠NT센터 지구는 요코하마시의 주요 생활 거점지(부도심)로 지정되어 있는 상태이다.
그래서 1965년 요코하마시의 6대 대사업의 일환으로 개발되는 간토 지역의 배후 신도시로 조성되어 있다. 대한민국으로 치면 송도국제도시와 유사한 규모로 볼 수 있고, 이 지역에 개발되었던 총 면적은 약 2,530 ha 규모로 구성되어 있다.

## 같이 보기
- 다마 뉴타운